# Д’Альбре, Сезар Феб
Сезар-Феб д’Альбре, граф де Миоссан (фр. César Phébus d'Albret, comte de Miossens; 1614[…] — 13 сентября 1676, Бордо) — один из французских маршалов в правление Людовика XIV, генерал-губернатор Гиени, кавалер Ордена Святого Духа.
Сезар доводился дальним родственником королю Франции Генриху IV и был двоюродным братом (по матери) маркиза де Монтеспан (фр. Louis Henri de Pardaillan de Gondrin). Не военный талант, а его безусловная приверженность королеве Франции Анне Австрийской и кардиналу Мазарини в смутные годы Фронды, принесли ему звание маршала Франции (1 июня 1653 года). При назначении отказался от имени де Миоссен в пользу более славного имени д'Альбре.

## Биография

### Военная карьера
Сезар-Феб родился в 1614 году. Он был вторым сыном в семье Анри д’Альбре, графа де Миоссен, и Анны де Гондрен. Впервые он поступил на военную службу в годы Нидерландской революции под знамёна Голландской республики, где сражался против Испании под командованием Жана де Верта.
В 1635 году 21-летний Сезар-Феб был назначен командовать (фр. maître de camp) французским пехотным полком при своём отце в Лотарингской армии, а в 1636 году он командовал пехотным полком в ходе трёхмесячной осады Корби.
В 1639 году Сезар-Феб был назначен капитаном полка королевской гвардии, затем в 1644 году он становится лейтенантом гвардейцев Gendarmes de la Garde ordinaire du Roi (внешняя дворцовая охрана). Спустя год, он женился. Годы Фронды он встретил помощником командира этого подразделения гвардейцев.
Хорошо знакомый с Великим Конде, Сезар-Феб тем не менее принял сторону Мазарини: в январе 1650 года именно ему было поручено конвоирование Великого Конде, его младшего брата Конти и их зятя де Лонгвиля, которых после ареста требовалось доставить в Венсенский замок. В отместку фрондёры во главе с помощником Конде, князем Таранто, вступив в союз с испанцами, овладели Понсом и разграбили город.
В качестве вознаграждения за свою лояльность, кардинал Мазарини обещал Сезар-Фебу звание маршала Франции и титул герцога.
Однако министр Королевы имел множество иных забот, поскольку Фронда расширялась всё больше. Поэтому только в феврале 1653 года Сезар-Феб с большими усилиями, при помощи множества ходатайств и придворных интриг, получил звание маршала Франции. Этого удалось добиться, главным образом, благодаря поддержке его кузины мадам де Монтеспан, которая вскоре пришла на смену юной Луизе де Лавальер в качестве официальной фаворитки короля. Что касается титула герцога, все интриги оказались безуспешными.
В 1657 году Сезар-Феб служил в звании маршала лагеря (фр. maréchal de camp) (аналог последующего бригадного генерала) в ходе осады и захвата Форта Мардика и Дюнкерка.
По воспоминаниям Сен-Симона, при назначении маршалом Франции ему исполнилось 39 лет, но он служил очень мало, ничего никогда не возглавлял и после этого больше не воевал. Аббат д’Омон, чьей ложей в театре Комеди Франсэз завладел маршал д’Альбре, сказал: Какой смелый маршал, всё что ему удалось завоевать, так это только мою ложу!.

### Карьера при дворе
6 февраля 1645 года Сезар-Феб взял в жёны Мадлен де Генего (фр. Madeleine de Guénégaud), дочь Габриеля Генего, сеньора дю Плесси-Бельвиль (его брат, Анри, в 1643 году занял пост Министра королевского двора Франции). В этом браке в 1650 году родилась дочь Мари д’Альбре, дважды выходившая замуж (в 1662 и в 1683 годах). Она скончалась 13 июня 1692 года в возрасте 42 лет не имея потомства.
При содействии главного маршала Франции Тюренна, 31 декабря 1661 года Сезар-Феб был посвящён в рыцари Ордена Святого Духа, продолжив традицию, положенную в 1578 году его предком Антуаном де Понсом и продолженную его отцом Анри II.
В ноябре 1670 года маршал д’Альбре был назначен генерал-губернатором Гиени, в чём немало посодействовала маркиза де Монтеспан. В 1675 году он провёл победоносную кампанию против выступлений жителей Бордо, недовольных повышением сборов за фискальные марки и налога на табак. Он распорядился разрушить городские ворота Святого креста и срыть 500 туазов городской насыпи.
Успехи маршала д’Альбре на галантном фронте более значительны, чем его воинские победы. Перечень его возлюбленных очень широк: Марион Делорм, Нинон де Ланкло, Маргарита де Бетюн-Сюлли, мадам д’Олон и другие.
Маршал часто посещал Франсуазу д’Обинье (будущую мадам де Ментенон), хотя она говорила: Маршал д’Альбре — мой друг навеки. Я не считала, что он может быть моим возлюбленным. Потеряв в 1660 году своего мужа, писателя Поля Скаррона, 25-летняя вдова Франсуаза д’Обинье переехала в парижскую резиденцию маршала Отель д’Альбре, где она познакомилась с официальной фавориткой короля мадам де Монтеспан, а также с другой фавориткой Бонной де Понс (родственницей семьи Понс). Именно благодаря Бонне мадам де Монтеспан доверила Франсуазе д’Обинье воспитание своих детей от Людовика XIV.

## Образ графа де Миоссан в кино
- Путь короля / L’allée du roi (Франция; 1996) режиссёр Нина Компанеец, в роли графа де Миоссан Кристиан Брендель.